# 東斯洛伐克畫廊

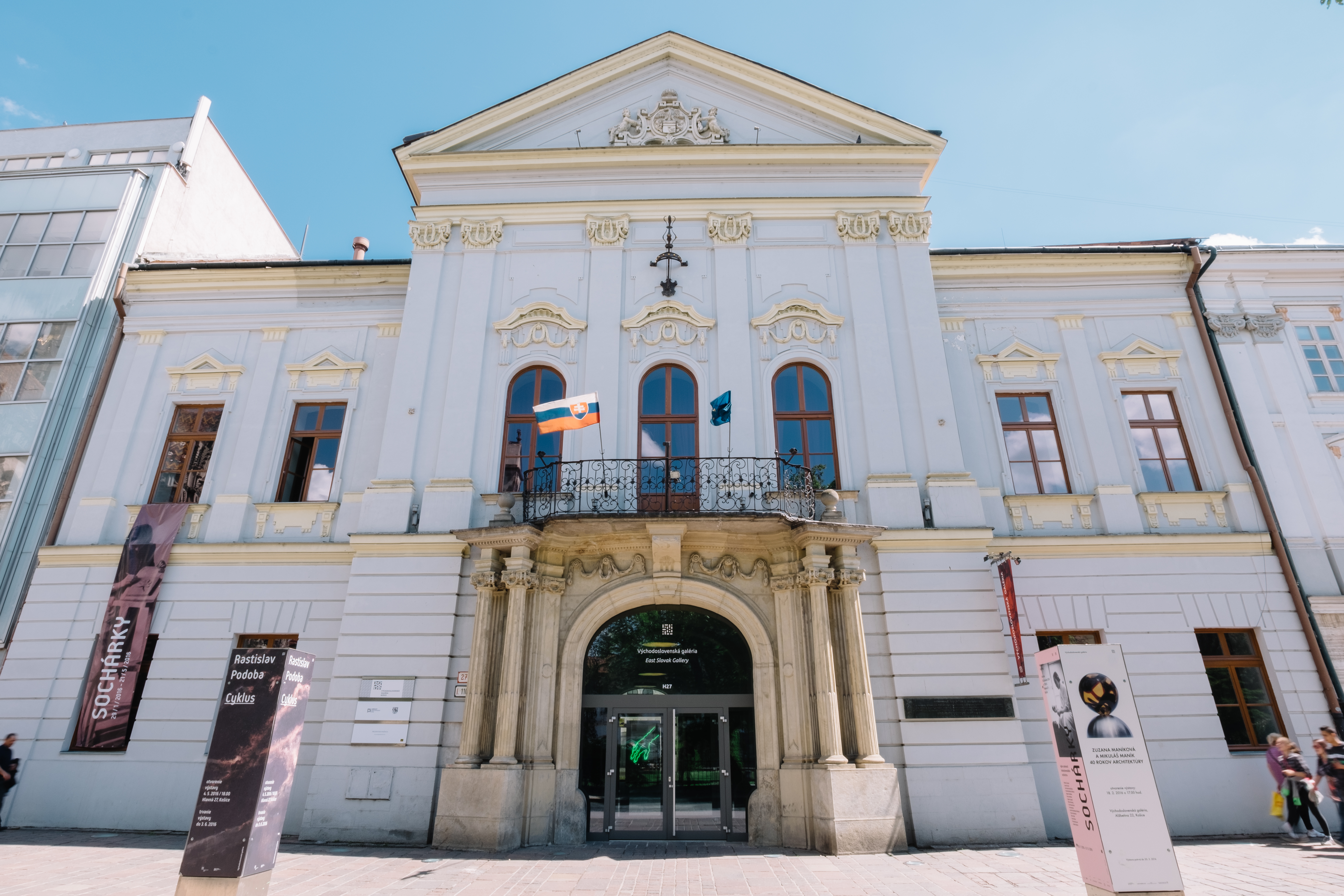
東斯洛伐克畫廊

東斯洛伐克畫廊位於斯洛伐克科希策，是斯洛伐克第一家地區性畫廊。

## 历史
成立於1951年，畫廊的使命是保護和展示斯洛伐克東部地區的藝術收藏和記錄。如今，畫廊收藏了7,000多件藝術品。除了斯洛伐克東部地區十九世紀和二十世紀藝術的代表性收藏外，該收藏還提供了斯洛伐克現代和當代藝術的概述。
1985年1月12日，其儲藏室發生了一場大火災，毀滅性的火焰突然將數百件藝術品變成了灰燼和廢墟。火災是由受損的街道煤氣管道洩漏引起的。這場大火不可挽回地摧毀了1030餘件藝術品。
作為歐洲文化之都的一部分，畫廊的一部分於2013年進行了重建，並創建了一個新的地下展覽空間，主要用於展示當代藝術。

## 外部連結
- 官方網站 （页面存档备份，存于）